# TOZ–34
A TOZ–34 (ТОЗ–34) egy szovjet fejlesztésű dupla csövű sörétes puska.

## Történet
A TOZ–34 puskát 1964 óta a Tulai Fegyvergyár gyártja és értékesíti. 1965-ben a vadászpuskát aranyéremmel jutalmazták a lipcsei vásáron.
1967-ben egy standard TOZ–34 150-160 rubelbe került. A hatvanas években külföldre is értékesítették a fegyvereket.
1970-ben a TOZ–34 és a TOZ–34E megkapta a Szovjetunió állami minőségi védjegyét. 1972-ben a puska aranyérmet nyert Párizsban.
1974-ben készültek az első kísérleti 28 és 32 kaliberű TOZ–34 puskák. Miután minden teszt és próba befejeződött, 1976-ban Petrozavodszkban és Jakutszkban megrendezett kiállításokon hivatalosan is bemutatták őket. 1976 őszétől a Tulai Fegyvergyár megkezdte a 28-as TOZ–34-es puskák sorozatgyártását.
1977-ben a TOZ–34 és a TOZ–34E a Szovjetunió tíz leggyakoribb vadászpuskája közé tartozott.
1982-től kezdődött a TOZ–34-es konstrukción alapuló kombinált puskák gyártása (TOZ–34–5,6/20 és TOZ–34–5,6/28), bár ezek csak kis darabszámban készültek, és 1987 júliusáig csak vadászoknak értékesítették őket.
1985-ben az IZS–27 és a TOZ–34 volt a legelterjedtebb vadászpuskák a Szovjetunióban.
1987 áprilisában bejelentették, hogy a Tulai Fegyvergyár megkezdi az új TOZ–84 puska sorozatgyártását, és ez a puska felváltja a TOZ–34, TOZ–55 és TOZ–57 gyártását. A Szovjetunió bukása és az Orosz Föderáció 1990-es évekbeli gazdasági válsága után azonban a TOZ úgy döntött, hogy leállítja a TOZ–84 gyártását, és a TOZ–34 gyártását folytatja. A TOZ–84 puska gyártása azonban nem folytatódik.
Az 1990-es években a lőfegyverek árai megemelkedtek. 1994 szeptemberében egy új TOZ–34-es puska ára 195 amerikai dollárról, 630 amerikai dollárnak megfelelő árra emelkedett.
Több mint egymillió TOZ–34 puskát gyártottak.

## Tervezet
A TOZ–34 egy kakas nélküli, simacsövű puska, amelynek egyik csöve a másik fölött van. A csövek krómozottak, és a torkolat végén fojtócsővel vannak ellátva.
A szovjet TOZ–34-esek diófa, nyírfa vagy bükkfa tussal és előaggyal rendelkeznek.
A TOZ–34-5,6/20 és TOZ–34–5,6/28 felszerelhető PO–2,5×20 (ПО–2,5×20) optikai irányzékkal vagy PO–1 (ПО–1) optikai irányzékkal.

## Változatok
- TOZ–34 – alap változat, súlya 3,15 kg
- TOZ–34E – hüvelykivetővel ellátott változat, 1968 óta gyártják, súlya 3,2 kg
- TOZ–34ER – TOZ–34E gumiból készült visszarúgópárnával a vállrészen
- TOZ–34R – TOZ–34 gumiból készült visszarúgópárnával a vállrészen
- TOZ–34–5,6/20 – a simacsövű 20-as kaliberű cső felett egy huzagolt .22 LR kaliberű csővel felszerelt változat. 1980 márciusában mutatták be.
- TOZ–34–5,6/28 – a simacsövű 28-as kaliberű cső felett egy huzagolt .22 LR kaliberű csővel felszerelt változat. Első prototípusa 1980-ban készült el.
- TOZ–34–1 – egylövetű változat, 1995 óta gyártásban.

## Alkalmazók
- Ausztria
- Fehéroroszország
- Lengyelország
- Moldova
- Oroszország
- Svédország

### Korábbi alkalmazók
- Jugoszlávia
- NSZK
- Szovjetunió

## Fordítás
- Ez a szócikk részben vagy egészben  a   TOZ-34 című angol Wikipédia-szócikk ezen változatának fordításán alapul.  Az eredeti cikk szerkesztőit annak laptörténete sorolja fel. Ez a jelzés csupán a megfogalmazás eredetét és a szerzői jogokat jelzi, nem szolgál a cikkben szereplő információk forrásmegjelöléseként.